# Mafalda Pavia
Mafalda Pavia (Milano, 10 dicembre 1902 – Torino, 28 maggio 1985) è stata una pediatra e scrittrice italiana.

## Biografia
Mafalda Pavia nacque a Milano il 10 dicembre 1902 da Clemente Pavia e Vittorina De Benedetti, una famiglia ebraica. Il nome le fu dato dal padre, ufficiale medico, in segno di lealtà e di omaggio alla casa regnante, in onore della principessa Mafalda di Savoia, nata a Roma il 19 novembre dello stesso anno.
Nel 1903 la famiglia Pavia si trasferì a Verona, sede di servizio del padre. Dopo essersi diplomata presso il Liceo governativo “Scipione Maffei” di Verona, nel 1920 si iscrisse all'Università di Padova, allieva interna della R. Clinica pediatrica. Nel 1925 passò all'Università di Firenze per seguire il padre che era stato trasferito in quella città. A Firenze  il 10 luglio 1926 si laureò in Medicina con lode discutendo una tesi dal titolo L'infezione tifoide nell'infanzia. Presso l'ateneo fiorentino il 17 luglio 1928 conseguì anche il diploma di specializzazione in Clinica pediatrica con una tesi dal titolo Ricerche sperimentali sul Mg. ematico nell'infanzia conservata presso la Biblioteca Biomedica dell'Università di Firenze.
Mafalda venne assunta come medico praticante presso l'ospedale infantile Alessandri di Verona, distinguendosi per capacità e impegno. Nel 1935 conseguì la libera docenza, che le valse l'incarico di aiuto di pediatria all'ospedale veronese. Si distinse anche in campo culturale: pubblicò poesie accolte con favore dalla critica; fu pianista sensibile ed apprezzata; ricamò arazzi con scene bibliche; e, infine, studiò a fondo il tema della musica nella Bibbia.
In conseguenza delle leggi razziali fasciste del 1938, Mafalda fu estromessa dalla Società italiana di pediatria e dall'Università di Milano, ove era libera docente di clinica pediatrica, e il 1º marzo 1939 dimessa dal servizio all'Ospedale veronese assieme ad altri due colleghi ebrei. Ben presto si aggiunsero altri decreti a limitare anche la libera professione medica. La situazione, già precaria, precipitò dopo l'8 settembre 1943 con l'ordine di deportazione di tutti gli ebrei residenti nella Repubblica Sociale Italiana. Mafalda trovò accoglienza e rifugio a San Zeno in Monte presso don Giovanni Calabria. Fin da bambino e per tutta la sua attività pastorale don Calabria aveva intessuto contatti di amicizia con persone della comunità ebraica veronese. Il sacerdote accolse Mafalda a Roncà (vicino a Verona), tra le sue suore delle Povere serve della Divina Provvidenza. Qui, assunto il nome di suor Beatrice, Mafalda trascorse 18 mesi, dispensata dall'unirsi alle pratiche religiose cristiane delle suore, che la circondano di rispettose premure. Secondo la testimonianza di Mafalda, don Calabria stesso l'aveva introdotta alle suore con questa specifica raccomandazione: "Conosco la professoressa Pavia e i suoi sentimenti; nessuno quindi faccia la minima allusione né la minima pressione perché aderisca alle nostre convinzioni religiose". Mafalda Pavia rimarrà legata a don Giovanni Calabria da profonda amicizia e riconoscenza e da un lungo rapporto epistolare.
Durante il periodo della permanenza in convento, Pavia scrisse un libro sull'apostolo Paolo, Saulo di Tarso: ebreo, figlio di ebrei, libro che sarà pubblicato dopo la Liberazione nel 1949 (Roma, Ed. Leonardo). Assieme al romanzo L'apostolo (The Apostle) di Sholem Asch, scritto negli Stati Uniti nel 1943 ma che comparirà in traduzione italiana solo nel 1950, il libro di Mafalda Pavia, che non ha carattere storico o esegetico, ma piuttosto di riflessione spirituale, è a livello internazionale una delle prime opere a rivalutare la figura dell'apostolo dal punto di vista ebraico. La riscoperta della ebraicità di Paolo è per Mafalda Pavia il segno della possibilità di una fratellanza tra ebrei e cristiani (e musulmani), nel rispetto delle proprie identità distinte. Questa posizione le farà guardare con occhi molto critici all'esperienza di conversione dell'ex-rabbino di Roma Eugenio Zolli che da una simile esperienza di vita, nascosto in Vaticano per sfuggire alle deportazioni, aveva derivata la sua decisione di abbandonare la comunità ebraica.
Dopo la guerra Pavia non volle riprendere il posto all'ospedale dal quale era stata allontanata, ma preferì dedicarsi con successo a Verona alla libera professione di pediatra, partecipando attivamente alla vita culturale della città, in una dimensione di laicità che non celava l'appartenenza orgogliosa e convinta alla propria identità ebraica. Mafalda Pavia morì il 28 maggio 1985 nella Casa di riposo della Comunità ebraica di Torino. Alcuni giorni dopo, il 6 giugno, il quotidiano «L'Arena» di Verona pubblicava il suo singolare messaggio di commiato alla sua città: «Mafalda Pavia, nel lasciare il giorno 28 maggio 1985 questa vita terrena, saluta quanti la conobbero e le vollero bene».

## Scritti di Mafalda Pavia
- Saulo di Tarso (S. Paolo): ebreo, figlio di ebrei (Roma: Leonardo, 1949)
- Galleria d'artisti (Fossalta di Piave: Rebellato, 1982)
- Shalom Beatrice: Lettere di una "medichessa" ebrea a un santo, a cura di Luigi Piovan e Maria Palma Pelloso (Roma: Ave, 2000)